# North Pennines
Les North Pennines sont un massif montagneux du Royaume-Uni, le plus septentrional des Pennines qui s'étend du nord au centre de l'Angleterre, et une Area of Outstanding Natural Beauty. Elles se trouvent entre Carlisle à l'ouest et Darlington à l'est. Elles sont délimitées au nord par le Tyne Gap et au sud par le Stainmore Gap.

## Histoire
Les Blacketts, une famille de propriétaires de mines de charbon, exploitent des gisements dans les Allendales, près de Hexham, en 1684, et quelques années plus tard, ils louent d'autres terres à Weardale à l'évêque de Durham ; leurs propriétés et locations incluent Burtree Pasture à Weardale, Coalcleugh à West Allen et la mine d'Allenheads. La London Lead Company exploite des mines autour d'Alston à partir de 1696 puis s'étend dans la vallée du Derwent, à Weardale et Teesdale au cours du siècle suivant. Elle y mène une politique sociale en construisant des maisons, écoles, bibliothèques ; elle est la première entreprise à pratiquer la semaine de cinq jours.
De 1750 à 1850, l'Angleterre était le leader mondial de la  production de plomb, grâce à ses mines situées dans la partie septentrionale du massif des Pennines. Les principaux gisements se trouvaient à Teesdale, Weardale, Tynedale et le long de la vallée de la Derwent. À partir de 1880, la Middleton établit son siège du nord de l'Angleterre à Teesdale ; elle y gèrera des mines jusqu'en 1905.
Au début du XXe siècle, de la machinerie hydraulique a été utilisé de manière intensive dans les mines de la région, et cette technologie est montée en puissance dans les années 1870. La mine Kilhope, ouverte en 1860 à Weardale a vu l'introduction d'une grande roue de 6 mètres de diamètre en 1878, mise en place par Blackett Beaumont.
Dans la période postérieure à 1850, les gisements étaient épuisés, et le minerai venant des États-Unis, d'Allemagne et surtout d'Espagne, meilleur marché, le plus souvent grâce à un accès au capital et à l'expertise britannique dans ce domaine. La plupart des mines du massif des Pennines ont fermé dans les années 1870 ou ont cédé leurs droits miniers à la Weardale Lead Company de 1883, qui a continué l'activité minière à Rookhope. Certaines mines ont rouvert pendant la Seconde Guerre mondiale.